# 巴西喉鰭鯰
巴西喉鰭鯰，為輻鰭魚綱鯰形目項鰭鯰科的其中一種，為熱帶淡水魚類，分布於南美洲巴西Guapore、Branco及黑河流域，棲息在底層水域，生活習性不明。

## 扩展阅读
維基物種上的相關：巴西喉鰭鯰